# Sead Hajrović
 (août 2025).
Sead Hajrović, né le 4 juin 1993 à Brugg, est un footballeur helvético-bosnien qui évolue au poste de défenseur au Yverdon-Sport.
Son frère aîné Izet est également footballeur.

## Biographie

### En club
Sead Hajrović commence le football au sein du club suisse de Grasshopper Zurich en 2007. Lors de l'été 2009, Arsène Wenger, manager d'Arsenal, recrute le jeune défenseur qui signe son premier contrat professionnel en 2011.
Le 18 janvier 2012, Hajrović est prêté pour un mois au Barnet FC, club de quatrième division anglaise. Onze jours plus tard, il prend part à son premier match avec ce club en entrant en fin de match face à Crewe Alexandra. Le 20 février suivant, les deux clubs se mettent d'accord sur une prolongation de prêt jusqu'au 31 mars. Début avril, ce prêt est une nouvelle fois renouvelé jusqu'à la fin de la saison. Hajrović participe finalement à dix matchs de championnat avec Barnet avant de revenir dans le club londonien à l'issue de la saison.

### En équipe nationale
En 2009, Hajrović participe à la Coupe du monde des moins de 17 ans au Nigeria et dispute six matchs. La Suisse fait un excellent parcours pour sa première participation et remporte la Coupe du monde contre l'équipe hôte (1-0). Entre 2009 et 2010, il porte le brassard de capitaine de la sélection suisse des moins de 18 ans.

## Statistiques
| Saison                | Club                  | Championnat           | Championnat | Championnat | Coupe(s) nationale(s) | Coupe(s) nationale(s) | Sélection                  | Sélection | Sélection | Total | Total |
| Saison                | Club                  | Division              | M.          | B.          | M.                    | B.                    | Équipe                     | M.        | B.        | M.    | B.    |
| 2011-2012             | Barnet FC (prêt)      | League Two            | 10          | 0           | -                     | -                     | Suisse -19 ans             | 6         | 0         | 16    | 0     |
| 2012-2013             | Arsenal FC            | Premier League        | -           | -           | -                     | -                     | Bosnie-Herzégovine -21 ans | 2         | 0         | 2     | 0     |
| Sous-total            | Sous-total            | Sous-total            | 10          | 0           | -                     | -                     | -                          | 8         | 0         | 18    | 0     |
| 2013-2014             | Grasshopper           | Super League          | 3           | 0           | -                     | -                     | Bosnie-Herzégovine -21 ans | 3         | 0         | 6     | 0     |
| Sous-total            | Sous-total            | Sous-total            | 3           | 0           | -                     | -                     | -                          | 3         | 0         | 6     | 0     |
| 2014-2015             | FC Winterthour        | Challenge League      | 33          | 0           | 2                     | 0                     | Bosnie-Herzégovine -21 ans | 3         | 0         | 38    | 0     |
| 2015-2016             | FC Winterthour        | Challenge League      | 34          | 0           | 3                     | 0                     | -                          | -         | -         | 37    | 0     |
| Sous-total            | Sous-total            | Sous-total            | 67          | 0           | 5                     | 0                     | -                          | 3         | 0         | 75    | 0     |
| 2016-2017             | FC Wohlen             | Challenge League      | 29          | 2           | 2                     | 0                     | -                          | -         | -         | 31    | 2     |
| 2017-2018             | FC Wohlen             | Challenge League      | 29          | 1           | 1                     | 0                     | -                          | -         | -         | 30    | 1     |
| Sous-total            | Sous-total            | Sous-total            | 58          | 3           | 3                     | 0                     | -                          | -         | -         | 61    | 3     |
| 2018-2019             | FC Winterthour        | Challenge League      | 32          | 2           | 3                     | 0                     | -                          | -         | -         | 35    | 2     |
| 2019-2020             | FC Winterthour        | Challenge League      | 13          | 0           | 2                     | 0                     | -                          | -         | -         | 15    | 0     |
| Sous-total            | Sous-total            | Sous-total            | 45          | 2           | 5                     | 0                     | -                          | -         | -         | 50    | 2     |
| 2019-2020             | Viktoria Cologne      | 3. Liga               | 14          | 0           | 0                     | 0                     | -                          | -         | -         | 14    | 0     |
| 2020-2021             | Viktoria Cologne      | 3. Liga               | 20          | 0           | 0                     | 0                     | -                          | -         | -         | 20    | 0     |
| Sous-total            | Sous-total            | Sous-total            | 34          | 0           | 0                     | 0                     | -                          | -         | -         | 34    | 0     |
| 2021-2022             | Yverdon-Sport         | Challenge League      | 9           | 0           | 2                     | 0                     | -                          | -         | -         | 11    | 0     |
| Sous-total            | Sous-total            | Sous-total            | 9           | 0           | 2                     | 0                     | -                          | -         | -         | 11    | 0     |
| Total sur la carrière | Total sur la carrière | Total sur la carrière | 226         | 5           | 15                    | 0                     | -                          | 14        | 0         | 255   | 5     |

## Palmarès

### En sélection
- Suisse -17 ans
  - Vainqueur de la Coupe du monde en 2009.